# 穆斯維倫湖

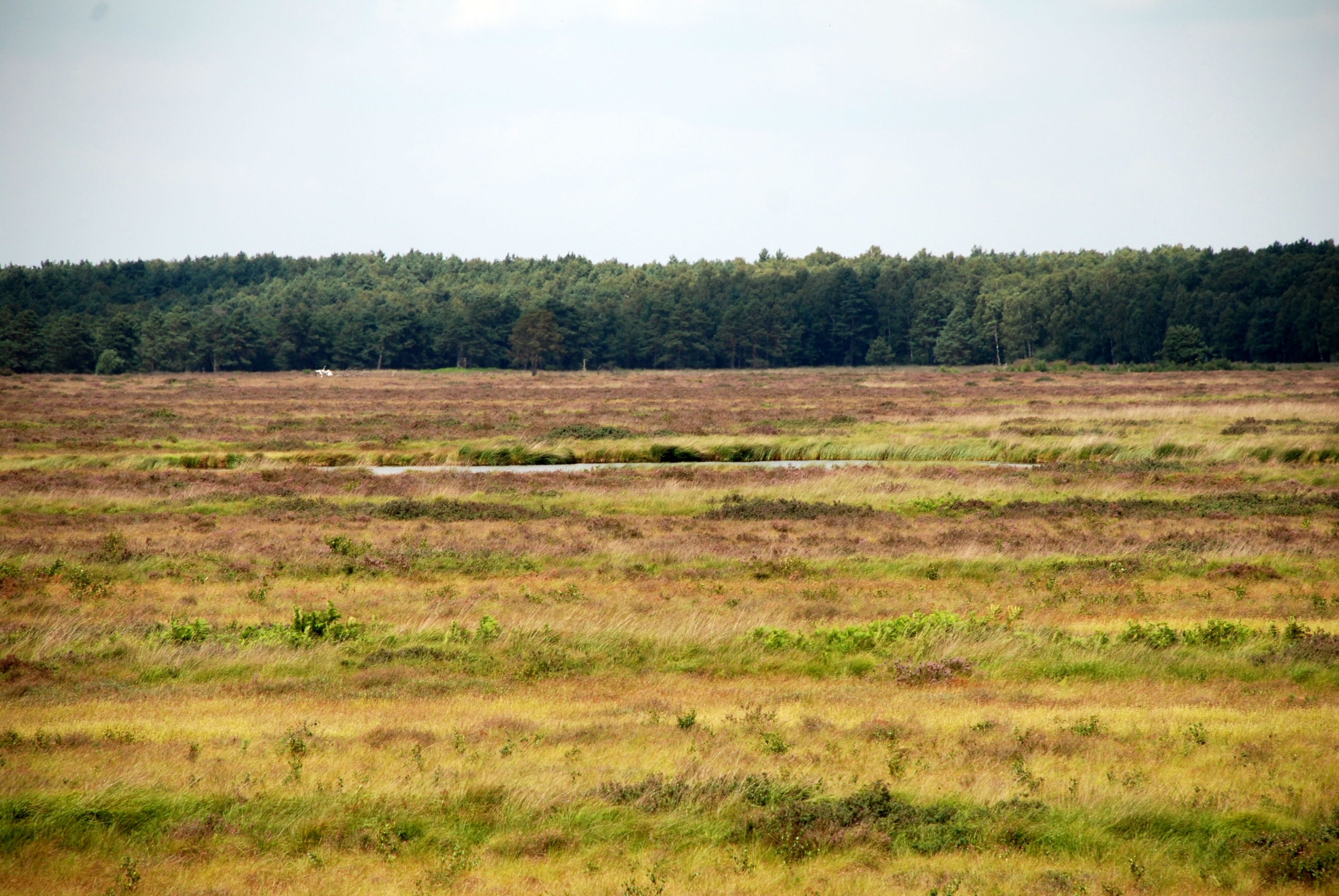

52°30′2.75″N 9°41′8.11″E / 52.5007639°N 9.6855861°E
穆斯維倫湖（德語：Muswillensee），是德國的湖泊，位於該國西北部，由下薩克森州負責管轄，處於朗根哈根，該湖泊長0.08公里，面積0.3平方公里，最大水深3米。